# Kim Yoo-suk
Kim Yoo-suk (ur. 19 stycznia 1982) – południowokoreański tyczkarz, wielokrotny mistrz i rekordzista kraju.
Wielokrotny mistrz kraju. Podczas letniej uniwersjady w Daegu w roku 2003 zajął 8. miejsce. Wicemistrz NCAA (2004). Trzykrotnie brał udział w igrzyskach olimpijskich (2004, 2008, 2012), nie odnosząc znaczących sukcesów. W 2005 brał udział mistrzostwach świata w lekkoatletyce jednak odpadł w eliminacjach. Srebrny medalista igrzysk azjatyckich (2010). Odpadł w eliminacjach podczas mistrzostw świata w 2011. 
16 września 2007 ustanowił swój rekord życiowy na stadionie skacząc 5,66 m na zawodach w Livermore. W hali jego najlepszy rezultat to 5,61 m (Seattle 2005) – jest to aktualny halowy rekord Korei Południowej.